# Qayamat Se Qayamat Tak
Qayamat Se Qayamat Tak o QSQT (Hindi: कयामत से कयामत तक; italiano: "Da disastro a disastro") è un film indiano del 1988 diretto da Mansoor Khan e scritto e prodotto da suo padre Nasir Hussain. Il film è interpretato dal nipote di Hussain, Aamir Khan, insieme a Juhi Chawla nel suo primo ruolo da protagonista. All'uscita, il film ha ottenuto un notevole successo al box office contribuendo al lancio della carriera dei suoi protagonisti. Il film è stato anche il primo maggior successo del duo musicale Anand-Milind e dei cantanti Udit Narayan e Alka Yagnik.
La colonna sonora di Qayamat Se Qayamat Tak, la trama romantica (liberamente ispirata a Romeo e Giulietta), e la giovinezza degli attori, segnano un netto cambio di tendenza rispetto al cinema violento ed anziano che aveva contraddistinto Bollywood sino a quel momento. Indiatimes Movies ha segnalato il film fra i migliori venticinque della storia di Bollywood.

## Colonna sonora
1. Udit Narayan – Papa Kehte Hain – 5:55
2. Udit Narayan & Alka Yagnik – "Ae Mere Humsafar – 5:53
3. Udit Narayan & Alka Yagnik – Akele Hain To Kya Gum Hai – 5:59
4. Udit Narayan & Alka Yagnik – Gazab Ka Hai Din" – 4:26
5. Alka Yagnik – "Kahe Sataye"" – 2:19
6. Udit Narayan – Papa Kehte Hain" (Sad) – 4:01